# 阿尔托蒙特
阿尔托蒙特（義大利語：Altomonte），是意大利科森扎省的一个市镇。总面积65.29平方公里，人口4688人，人口密度71.8人/平方公里（2009年）。ISTAT代码为078009。